# Bird Office
 (janvier 2016).
Bird Office est une start-up française qui a été créée en 2013. Fondée par Arnaud Katz, Michael Zribi et Kevin Dréno, la plateforme de location et réservation de salles à destination de professionnels.

## Concept
Bird Office est une entreprise mettant à disposition une plate-forme web donnant accès aux professionnels à des salles de réunions, de formations, de séminaires et des espaces atypiques pour l'organisation de tous leurs événements professionnels. L'objectif affiché est devenir le « Airbnb des bureaux ».

## Historique
Après avoir fait l'expérience de la difficulté rencontrée pour trouver un lieu où se réunir, Arnaud Katz, Michael Zribi et Kevin Dréno décident de créer la start-up fin 2013. De leurs dires, le concept est né de l'idée d'aider les entreprises à se réunir malgré les contraintes de temps, de budget et de disponibilité d’espace. Initialement, la start-up a pour objectif l'optimisation d'espaces inoccupés dans les bureaux, mettant en relation, d'une part des entreprises qui ont des m2 disponibles et, d'autre part, des entreprises qui cherchent des bureaux à partager
En 2014, la start-up bénéficie du soutien de l’incubateur d'entreprises 50 Partners de l'École des hautes études commerciales de Paris qui accorde à Bird Office un financement de 100 000 € en bons de souscription d'actions,. Dans la même période, pendant deux ans et grâce au concours Neuilly Nouveaux Médias, Bird Office bénéficie d’un hébergement chez M6[réf. souhaitée]. 
En 2015, l'entreprise rejoint l'incubateur entreprises de la ville de Paris Paris & Co. Bird Office fait également évoluer son offre en commercialisant une formule permettant aux entreprises de louer des espaces événementiels pour l'organisation de tous leurs événements BtoB[réf. nécessaire].
En 2016, la start-up effectue une levée de fonds de 1,2 million d'euros,. Au même moment, la start-up développe une offre qui permet aux grands groupes et ETI d'organiser l'intégralité de leurs événements via la plateforme en ligne.[réf. nécessaire]
En 2018, la plateforme a opéré une seconde levée de fonds de 5 millions d'euros.